# I mine øjne
|  | Denne artikel omhandler et nummer af Rasmus Seebach. "I mine øjne" er også et nummer af Anne Linnet, se Jeg Er Jo Lige Her. |
"I mine øjne" er en sang af den danske sanger og sangskriver Rasmus Seebach, fra sangerens andet album Mer' end kærlighed. Singlen udkom den 22. august 2011 på ArtPeople. "I mine øjne" handler om sangerens kærlighed til sin familie, og modtog positive anmeldelser. Sangen genbruger melodien i omkvædet fra Nicolai Kielstrups sang "Vokseværk", da melodien har hængt fast i Seebachs hoved lige siden han skrev den. Grundidéen til "I mine øjne" opstod til en påskefrokost, hvor Rasmus Seebach betragtede sin familie og blev klar over, hvor meget han holder af dem, samtidig med at han blev tynget af dårlig samvittighed. Singlen gik direkte ind som nummer ét på single-, streaming- og airplay-listerne, og solgte over 15.000 downloads på én uge. I midten af december modtog singlen dobbelt platin for 60.000 downloads, og er dermed Seebachs største hit til dato. "I mine øjne" var den anden bedst sælgende single i 2011 i følge IFPI Danmark.

## Baggrund
"Den handler om min mor, om min familie, men skulle også gerne for hver enkelt komme til at handle om hans eller hendes venner, familie og kærester. Det er en sang om at huske at vende tilbage og om at holde fast."
Sangen er skrevet efter en påskefrokost hos Rasmus' mor, hvor det gik op for sangeren hvor taknemmelig han er over at have sin mor, mormor, søster og bror i sit liv. På trods af glæden over sin familie blev Seebach også ramt dårlig samvittighed og sorg: "Som de fleste familier ser vi jo hinanden alt for lidt, der kommer hele tiden noget i vejen, og vi giver os for sjældent tid til at se hinanden dybt i øjnene og betro hinanden vores kærlighed, og alt det dybe, som aldrig kan blive banalt, når det er seriøst ment. I stedet pakker vi det ind i rosende vendinger om, at det har vel nok været en dejlig dag."
Melodien i sangens omkvæd er taget fra sangen "Vokseværk" (2006) af MGP-vinderen Nicolai Kielstrup, der er skrevet af Jon Ørom, Lars Ankerstjerne, Nicolai Kielstrup og Nicolai og Rasmus Seebach. Om melodien siger Rasmus Seebach, "Det stykke af melodien har jeg faktisk skrevet for syv år siden, og det har hængt fast i mit hoved lige siden. Der er ikke gået en uge, hvor jeg ikke har nynnet den. Melodien er nærmest magisk for mig. Jeg har altid ønsket selv at synge den, og pludselig gav det mening, da jeg satte mine egne ord på. Jeg holder virkelig meget af sangen nu." Nicolai Kielstrup er ifølge B.T. beæret over at Rasmus Seebach stadig synes hans sang er fed.

## Modtagelse
Jan Eriksen fra B.T. gav sangen fem ud af seks stjerner og skrev, "Sangen, ordene og melodien er umiskendelig unge Seebach. Samtidig peger den fremad. Det begynder egentlig overraskende. Finurligt og fnuglet produceret i verset, melodien i omkvædet til gengæld insisterende skamløst catchy. POP og kun pop." Anmelderen roste den sympatiske tekst, der ifølge Eriksen handler om "kærligheden til familien", der på trods af at være en privat historie ikke virker "kalkuleret eller klamt". Nick Hvidtfeldt fra Poplick gav "I mine øjne" positiv kritik med ordene "Vi har her at gøre med endnu en gedigen Seebach-schlager, der handler om stjernens altoverskyggende kærlighed til sin familie. Det er letfordøjelig pop i samme selvudleverende tråd som på debutalbummet, og det er præcis, hvad det skal være." Selvom om sangeren ifølge anmelderen "indimellem balancerer på grænsen til klichéer", er det netop dette der gør sangen relevant da alle kan relatere til den.

## Spor
- Download[9]

1. "I mine øjne" – 4:14